# Ландшайде
Ландшайде (нім. Landscheide) — громада в Німеччині, розташована в землі Шлезвіг-Гольштейн. Входить до складу району Штайнбург. Складова частина об'єднання громад Вільстермарш.
Площа — 7,44 км2. Населення становить 266 ос. (станом на 31 грудня 2020).